# María Luisa Puga
María Luisa Puga (* 3. Februar 1944 in Mexiko-Stadt; † 25. Dezember 2004 ebenda) war eine mexikanische Schriftstellerin.

## Leben
María Luisa Puga wurde zwar in Mexiko-Stadt geboren, verbrachte aber den größten Teil ihrer Kindheit in Acapulco, das damals noch eher ruhig und nicht vom Tourismus berührt war. Ein einschneidendes Erlebnis ihrer Kindheit war der frühe Tod der Mutter, als sie erst neun Jahre alt war, weswegen sie von ihrer Großmutter aufgezogen wurde. Sie absolvierte eine Handelsakademie in Mazatlán im Bundesstaat Sinaloa und arbeitete danach als Buchhalterin.
Von 1965 bis 1968 besuchte sie einen Kurs über englischsprachige Literatur am Instituto Anglomexicano in Mexiko-Stadt. Später arbeitete sie in mexikanischen und europäischen Verlagen sowie bei den Vereinten Nationen. 1968 wollte sie für ein Jahr nach Europa gehen, doch daraus wurden insgesamt fast zehn Jahre im Ausland: Nach Aufenthalten in London (1968–1971), Rom, Griechenland, Paris und Madrid ging sie für fast zwei Jahre nach Nairobi, Kenia, wo sie als Fremdsprachensekretärin der UNEP tätig war. Nach einem weiteren Aufenthalt in Oxford kehrte sie 1978 in ihr Heimatland zurück.
1985 verließ sie die hektische Atmosphäre in der Hauptstadt und zog sich aufs Land zurück, nach Zirahuén, ein kleines Dorf im Bundesstaat Michoacán, von wo aus sie Literatur-Workshops im nahe gelegenen Pátzcuaro und in Morelia abhielt. 1995 wurde sie aus ihrer ärmlichen Behausung entführt, ein traumatisches Erlebnis, auf das sie in ihrem Buch Nueve madrugadas y media anspielt.
Durch die Auswirkungen einer sehr schweren Polyarthritis musste sie in den letzten Lebensjahren einen Rollstuhl benutzen. María Luisa Puga starb völlig unerwartet an einer schweren Krebserkrankung im Dezember 2004, kaum sechzigjährig.
Als Journalistin hat sie in folgenden Zeitungen und Zeitschriften mitgearbeitet: Revista de la Universidad de México, Revista de Bellas Artes, Nexos, La Plaza, La Jornada, Unomásuno und El Universal.

## Preise und Auszeichnungen
- Premio Nacional de Novela 1983 für Las posibilidades del odio
- Premio "Xavier Villaurrutia" 1984 für Pánico o peligro
- Premio Juan Ruiz de Alarcón 1996 für ihr Gesamtwerk

## Werk
Bekannt wurde María Luisa Puga mit ihrem ersten Roman Las posibilidades del odio (Die Möglichkeiten des Hasses), der einen durchaus innovativen Zugang zu Aspekten interkultureller Beziehungen zwischen zwei Ländern des Südens, Mexiko und Kenia, bietet. In fragmentarischer Form werden verschiedene Perspektiven unterschiedlicher Figuren dargeboten (Afrikaner, Weiße, Männer, Frauen etc.).
In Cuando el aire es azul (Wenn die Luft blau ist), einem utopischen Roman, wagt sich María Luisa Puga über ein Science-fiction-Szenario einer Welt, die in einer abgeschlossenen Atmosphäre mit blauer Luft und einem 28-stündigen Tagesrhythmus lebt.
Für den Roman Pánico o peligro (Panik oder Gefahr) hat sie den in Mexiko sehr renommierten Literaturpreis Xavier Villaurrutia erhalten. Er ist konsequent in 2. Person geschrieben und richtet sich an ein anonymes männliches Du, das mit zunehmender Befreiung der Protagonistin von männlichen Autoritätspersonen (Vater, Chef usw.) an Bedeutung verliert. Die großstädtische Atmosphäre in Mexiko-Stadt sowie der zeitgeschichtliche Hintergrund des Massakers von Tlatelolco 1968 sowie das Bemühen, der "kolonialisierten Mittelschicht" in Mexiko eine Stimme zu geben, spielen ebenfalls eine nicht unerhebliche Rolle. In die Reihe der Kindheits- und Entwicklungsromane einordnen könnte man La forma del silencio (Die Form des Schweigens), in dem einige autobiographische Momente zu erkennen sind (eine Kindheit zwischen Acapulco und der Hauptstadt Mexikos, der frühe Verlust der Mutter); auch hier gibt es in der Figur von Juan wieder einen männlichen Ansprechpartner, mit dem auf metaliterarischer Ebene Fragen des Schreibens diskutiert werden sowie die Krise der mexikanischen Gesellschaft in den 1980er Jahren. Antonia spielt in England und behandelt in Ichform das Schicksal zweier Jugendfreundinnen, von denen eine, die Titelfigur, früh an Brustkrebs stirbt.
Ein weibliches Waisenkind ist auch Hauptfigur in Inventar ciudades (Städte erfinden), in dem sich als neues Thema jenes von Alter und Tod hinzugesellt. Die Erzählperspektive gleitet zwischen drei Hauptfiguren, Licha, Carlos und Lorenza, und drei Sinnen: Blick, Tast- und Hörsinn, hin und her.
Außergewöhnlich ist auch die Perspektivenwahl in Las razones del lago (Auskünfte/Einwände des Sees), wo es zwei Hunde sind, "Relato" und "Novela", also "Erzählung" und "Roman", die das Leben in der Kleinstadt am See (hinter der unschwer Pátzcuaro zu erkennen ist) sozusagen "von unten" betrachten. Zwei Hunde, Poeta (der Dichter) und Barna, waren auch schon in Cuando el aire es azul paarweise aufgetreten.
Nahezu komplett in Dialogform geschrieben ist Nueve madrugadas y media (Neuneinhalb Morgendämmerungen), in dem sich eine ältere Schriftstellerin mit einem jungen Kollegen über verschiedene Themen der postmodernen Welt austauscht.
Besonders berührend ist María Luisa Pugas letztes Werk, Diario del dolor (Tagebuch des Schmerzes), in dem sie autobiographische Elemente ihrer zuletzt sehr schmerzhaften Krankheit verarbeitet und in 100 kurzen, tagebuchartigen Abschnitten über das Leben im Rollstuhl und das Umgehen mit dem Schmerz schreibt. Letzterer erlangt beinahe Qualitäten einer Figur aus Fleisch und Blut, die in der 2. Person direkt angesprochen wird. Dem Buch beigegeben ist auch eine CD mit Pugas Stimme, die in den Schmerzkliniken der Secretaría de Salud als Teil des Therapiekonzepts verwendet wurde.
Die "echten" Tagebücher von María Luisa Puga, von denen sie Hunderte hinterlassen hat und die sich in Verwahrung der bekannten mexikanischen Autorin Elena Poniatowska befinden, harren noch einer Veröffentlichung. Sie hinterließ auch zwei unvollendete Romane. Ihr letzter Wunsch war es, dass ihre Asche zu Füßen des Baums "Esteban" vor ihrer Hütte in Zirahuén begraben werden möge.

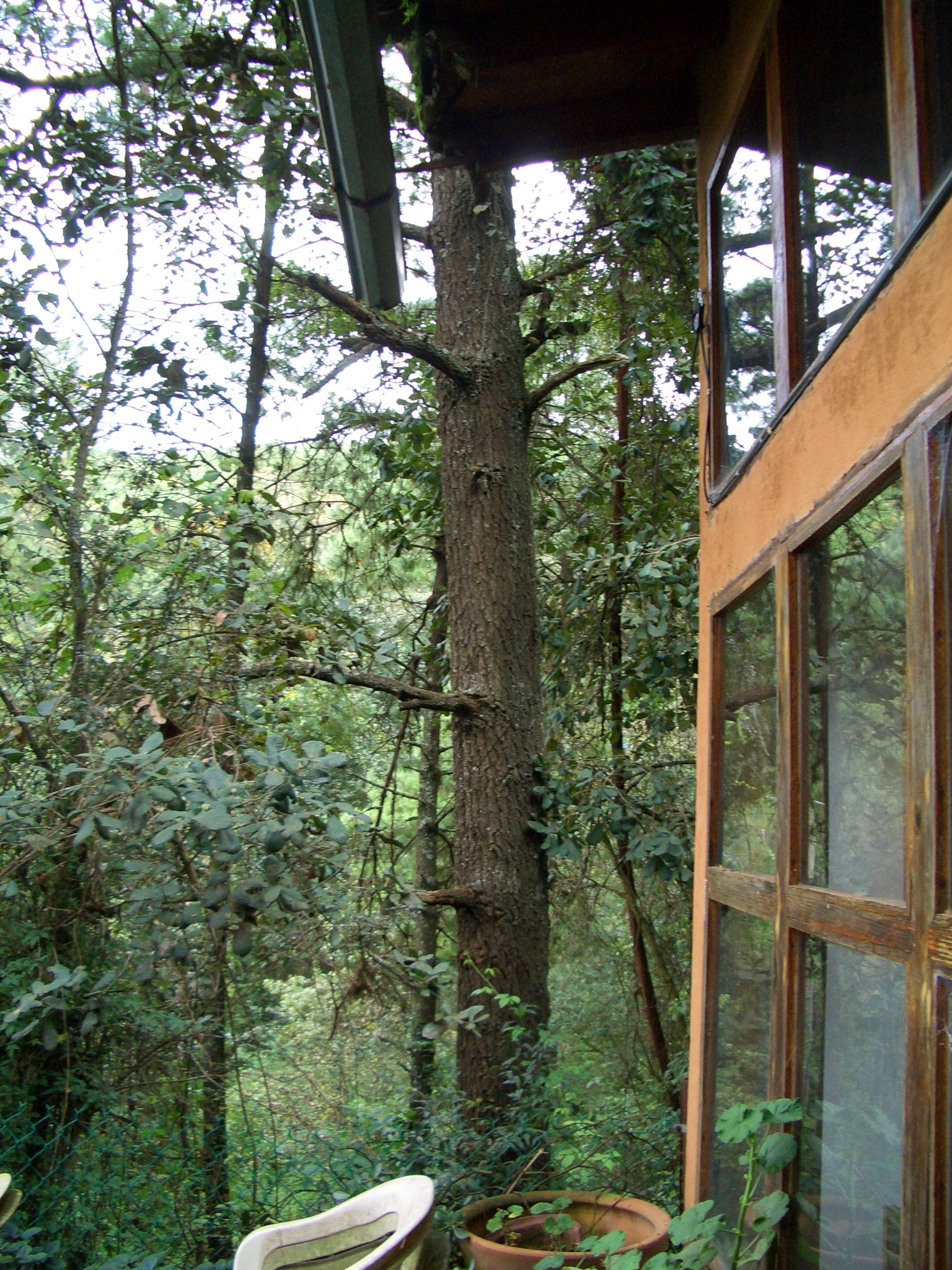
Der Baum "Esteban" vor dem kleinen Haus der mexikanischen Schriftstellerin María Luisa Puga (1944–2004) in Zirahuén, Mexiko

### Romane
- Las posibilidades del odio. México: Siglo XXI, 1978; 2. Aufl. 1981. Neuaufl. Aldus-Conaculta, 2003.
- Cuando el aire es azul. México: Siglo XXI, 1980.
- Pánico o peligro. México, Siglo XXI, 1983. 2. Aufl.: Fondo de Cultura Económica, 2002.
- La forma del silencio. México: Siglo XXI, 1987.
- Antonia. México: Grijalbo, 1989. 2. Aufl. Ariadne: 1999. Neuaufl. Punto de Lectura, 2004.
- Las razones del lago. México / Barcelona / Buenos Aires: Grijalbo, 1991.
- La viuda. México: Grijalbo, 1994.
- La reina. México: Planeta Mexicana, 1995. (= Biblioteca Breve)
- Inventar ciudades. México: Alfaguara, 1998.
- Nueve madrugadas y media. México: Alfaguara, 2003.

### Erzählungen
- Inmóvil sol secreto. México: La Máquina de Escribir, 1979.
- Accidentes. México: Martín Casillas, 1981.
- Intentos. México: Grijalbo, 1987.
- De intentos y accidentes. México: Instituto de Seguridad y Servicios Sociales para los Trabajadores del Estado, 2001.

### Essays, Chroniken und Interviews
- La cerámica de Hugo X. Velázquez: cuando rinde el horno. México: Martín Casillas, 1983.
- Itinerario de palabras, zusammen mit Mónica Mansour. México: Folios Ediciones, 1987.
- De cuerpo entero (Autobiografie). México: UNAM/ECO, 1990.
- Ruptura y diversidad. México: Coordinación de Difusión Cultural, Dirección de Literatura, UNAM, 1990.
- Lo que le pasa al lector. México: Grijalbo, 1991 (= Narrativa Grijalbo).
- Crónicas de una oriunda del kilómetro X en Michoacán. México: Consejo Nacional para la Cultura y las Artes, 1995 (= Cuaderno de viaje).
- Diario del dolor. México: Alfaguara/Universidad del Claustro de Sor Juana/Consejo Nacional para la Cultura y las Artes, 2004.

### Kinderliteratur
- El tornado. Zeichnungen von Rosario Valderrama. México: CIDCLI - LIMUSA, 1985 (= La Hormiga de Oro).
- Los tenis acatarrados. México: ECO, 1991.
- La ceremonia de iniciación. México: FCE, 1994 (= Travesías).
- A Lucas todo le sale mal. México: FCE, 2005 (= A la orilla del viento).